# هارتبرگ
هارتبرگ (به آلمانی: Hartberg) یک شهر و شهرک با حقوق شهرک و روستای سابق در اتریش است که در ناحیه هارتبرگ واقع شده‌است. هارتبرگ ۲۱٫۵۸ کیلومتر مربع مساحت دارد ۳۵۹ متر بالاتر از سطح دریا واقع شده‌است.